# Myungin
Il Myungin o Myeongin (명인전 ?, Myeong'in jeonLR, Myŏngin chŏnMR) è un torneo professionistico di go della Corea del Sud.
La borsa del vincitore è di 60 milioni di won, quella del secondo arrivato di 20 milioni di won.

## Torneo
Il nome del torneo significa «persona brillante» ed è stato ripreso dal torneo giapponese Meijin, che significa la stessa cosa.
Il Myungin era organizzato dalla società immobiliare Kangwon Land Corporation, e non si è disputato tra il 2004 e il 2006 e dopo il 2016. Ha avuto diversi formati:
- fino alla 36ª edizione (2008) una lega di 10 goisti, i cui due primi arrivati si sfidavano nella finale al meglio dei cinque incontri;
- dalla 37ª edizione (2009) due leghe da 6 goisti, i cui primi arrivati affrontano i vincitori dell'altra lega in una semifinale al meglio dei tre incontri, mentre la finale è al meglio dei cinque incontri;
- dalla 39ª edizione (2011) 16 partecipanti in un torneo a eliminazione diretta, con semifinali al meglio dei tre incontri e finale al meglio dei cinque incontri.

A partire dalla 44ª edizione (2021) è organizzato dalla Hanguk Kiwon (la federazione goistica coreana) e sponsorizzato dalla SG Corporation e ha un formato a doppia eliminazione, con un tabellone principale dei vincitori e degli sconfitti, i cui vincitori si incontrano in una finale al meglio dei tre incontri.

## Albo d'oro
| Edizione | Anno | Vincitore      | Punteggio | Finalista       |
| -------- | ---- | -------------- | --------- | --------------- |
| 1        | 1968 | Cho Nam-chul   |           | Kim In          |
| 2        | 1969 | Kim In         |           | Cho Nam-chul    |
| 3        | 1970 | Cho Nam-chul   |           | Kim In          |
| 4        | 1971 | Seo Bong-soo   |           | Cho Nam-chul    |
| 5        | 1972 | Seo Bong-soo   |           |                 |
| 6        | 1973 | Seo Bong-soo   |           | Cho Hun-hyun    |
| 7        | 1974 | Seo Bong-soo   |           | Cho Nam-chul    |
| 8        | 1976 | Seo Bong-soo   |           | Yun Ki-hyun     |
| 9        | 1977 | Cho Hun-hyun   |           | Seo Bong-soo    |
| 10       | 1978 | Seo Bong-soo   |           | Cho Hun-hyun    |
| 11       | 1979 | Cho Hun-hyun   |           | Seo Bong-soo    |
| 12       | 1980 | Cho Hun-hyun   | 1–0       | Seo Bong-soo    |
| 13       | 1981 | Cho Hun-hyun   |           | Seo Bong-soo    |
| 14       | 1983 | Seo Bong-soo   |           | Cho Hun-hyun    |
| 15       | 1984 | Cho Hun-hyun   |           | Seo Bong-soo    |
| 16       | 1985 | Cho Hun-hyun   |           | Kim Su-chang    |
| 17       | 1986 | Cho Hun-hyun   | 3–1       | Seo Bong-soo    |
| 18       | 1987 | Cho Hun-hyun   |           | Chang Tu-chin   |
| 19       | 1988 | Cho Hun-hyun   | 3–0       | Seo Bong-soo    |
| 20       | 1989 | Cho Hun-hyun   | 3–0       | Seo Bong-soo    |
| 21       | 1990 | Cho Hun-hyun   | 3–1       | Lee Chang-ho    |
| 22       | 1991 | Lee Chang-ho   | 3–1       | Cho Hun-hyun    |
| 23       | 1992 | Lee Chang-ho   | 3–1       | Yang Chae-ho    |
| 24       | 1993 | Lee Chang-ho   | 3–2       | Yoo Chang-hyuk  |
| 25       | 1994 | Lee Chang-ho   | 3–0       | Im Seon-keun    |
| 26       | 1995 | Lee Chang-ho   | 3–0       | Yang Chae-ho    |
| 27       | 1996 | Lee Chang-ho   | 3–2       | Choi Myung-hoon |
| 28       | 1997 | Cho Hun-hyun   |           | Lee Chang-ho    |
| 29       | 1998 | Lee Chang-ho   |           | Cho Hun-hyun    |
| 30       | 1999 | Lee Chang-ho   | 3–1       | Choi Myung-hoon |
| 31       | 2000 | Lee Chang-ho   | 3–0       | Cho Hun-hyun    |
| 32       | 2001 | Lee Chang-ho   | 3–2       | Yoo Chang-hyuk  |
| 33       | 2002 | Lee Chang-ho   | 3–1       | An Cho-young    |
| 34       | 2003 | Lee Chang-ho   | 3–2       | Cho Hun-hyun    |
| 35       | 2007 | Lee Se-dol     | 3–0       | Cho Han-seung   |
| 36       | 2008 | Lee Se-dol     | 3–0       | Kang Dong-yun   |
| 37       | 2009 | Lee Chang-ho   | 3–1       | Won Seong-jin   |
| 38       | 2010 | Park Yeong-hun | 3–2       | Won Seong-jin   |
| 39       | 2011 | Park Yeong-hun | 3–1       | Paek Hong-suk   |
| 40       | 2012 | Lee Se-dol     | 3–2       | Paek Hong-suk   |
| 41       | 2013 | Choi Cheol-han | 3–2       | Lee Se-dol      |
| 42       | 2014 | Park Yeong-hun | 3–1       | Lee Dong-hoon   |
| 43       | 2015 | Lee Se-dol     | 3–1       | Park Jung-hwan  |
| 44       | 2021 | Shin Jin-seo   | 2–1       | Byun Sang-il    |
| 45       | 2022 | Shin Min-jun   | 2–0       | Shin Jin-seo    |
| 46       | 2023 | Shin Jin-seo   | 2–0       | Byun Sang-il    |
| 47       | 2024 | Park Jung-hwan | 2–0       | Lee Ji-hyun     |